# Amentane
 Amentane è un villaggio algerino situato nel comune di Tigherghar; è ricompreso nel distretto di Menaâ, nella provincia di Batna. Dista circa 10 km dal capoluogo.